# Galisancho
Galisancho ist ein kleiner Ort und eine westspanische Gemeinde (municipio) mit 325 Einwohnern (Stand: 2024) in der Provinz Salamanca in der Autonomen Gemeinschaft Kastilien-León. Zur Gemeinde gehören neben dem Hauptort Galisancho die Ortschaften Carmeldo, Cartala, Santa Inés und Santa Teresa.

## Lage
Galisancho liegt etwa 35 Kilometer südsüdöstlich von Salamanca in einer Höhe von 820 m. Der Río Tormes begrenzt die Gemeinde im Nordwesten. 

## Bevölkerungsentwicklung
| Jahr      | 1900 | 1950 | 1960 | 1970 | 1981 | 1991 | 2001 | 2011 | 2021 |
| Einwohner | 326  | 340  | 758  | 763  | 637  | 785  | 544  | 431  | 353  |

## Sehenswürdigkeiten

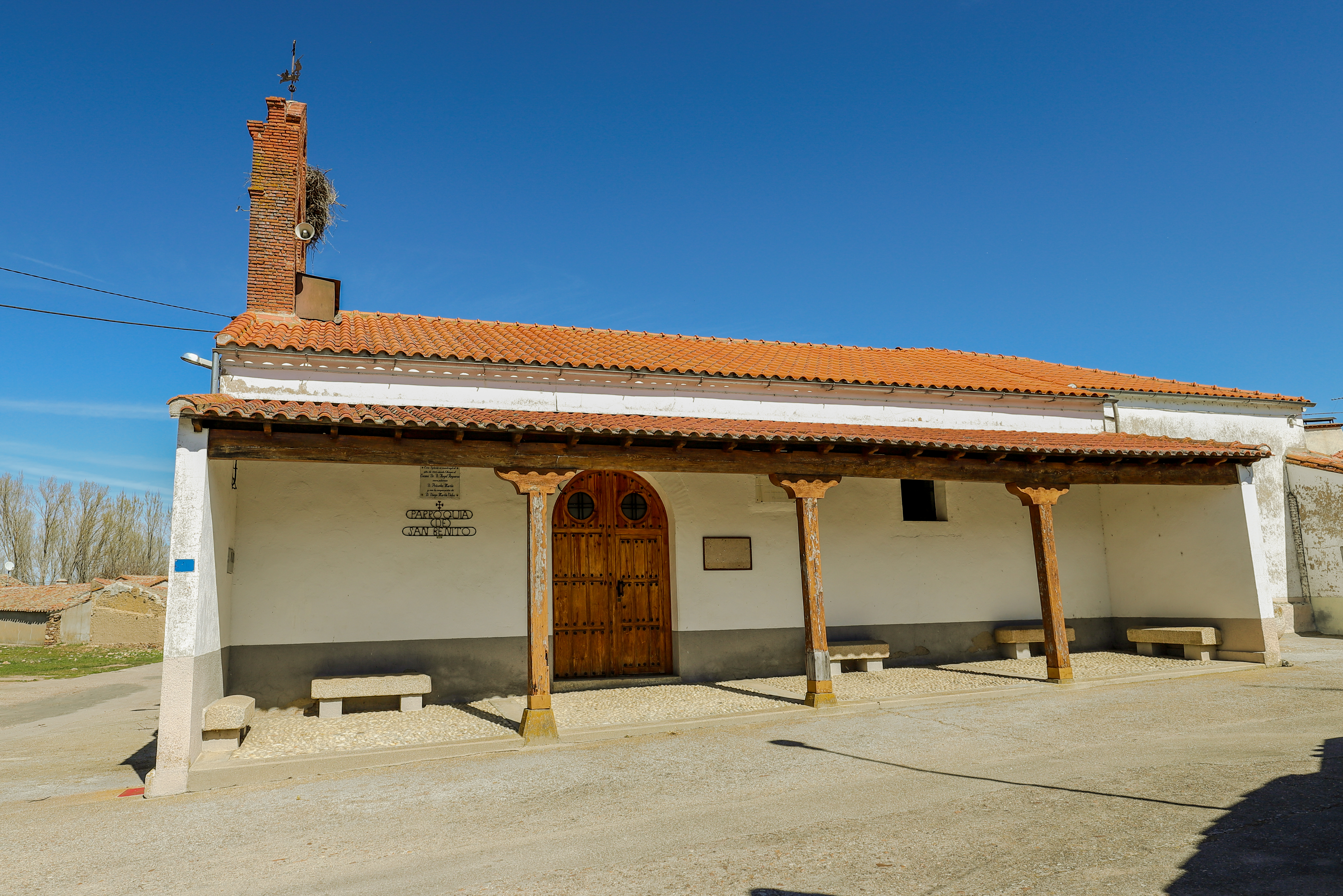
Benediktskirche
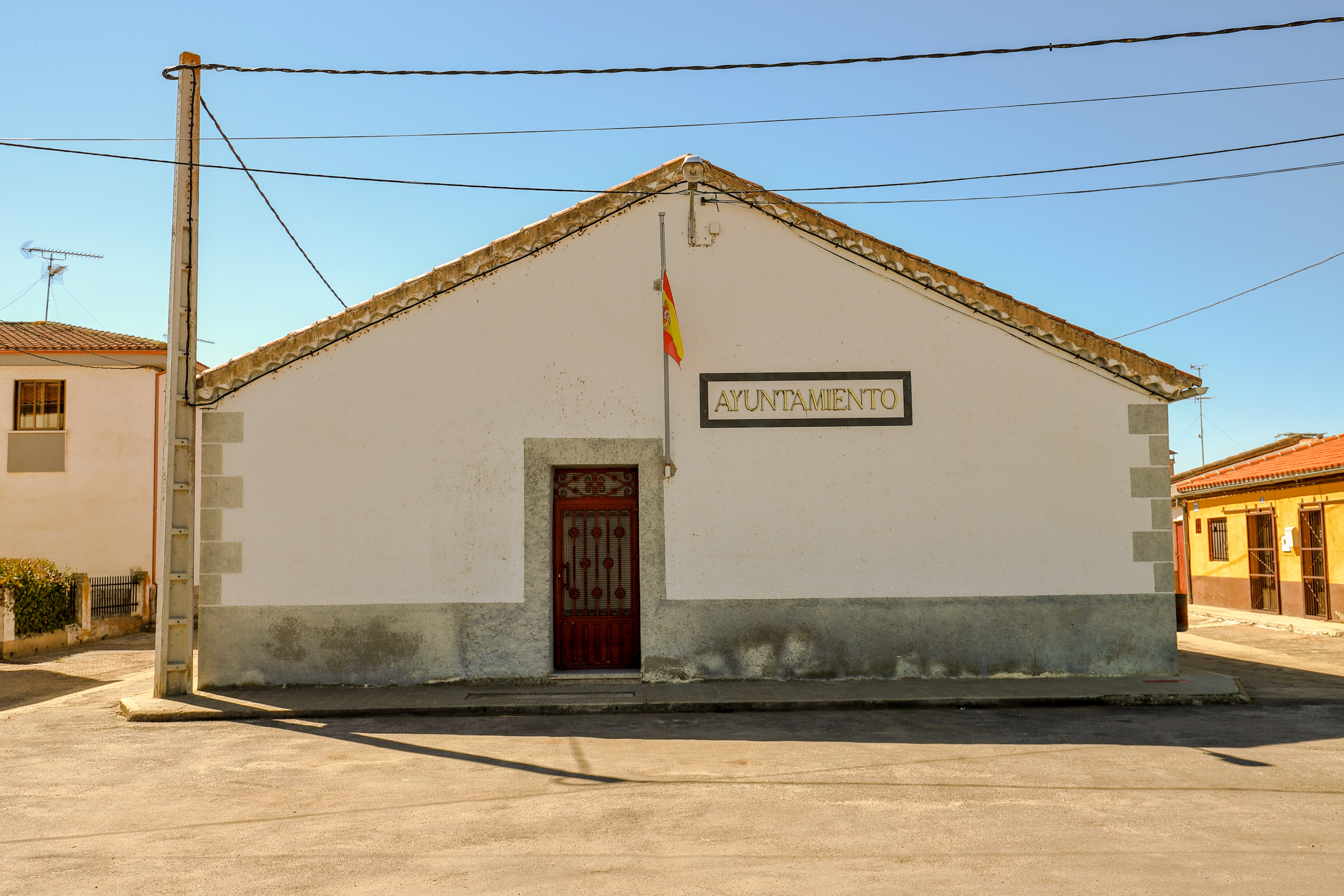
Rathaus

- Benediktskirche
- Rathaus